# National Lampoon's Pledge This!
National Lampoon's Pledge This! (también conocido como Pledge This!) es una película que trata sobre la vida de unas estudiantes universitarias que quieren conseguir ser una diseñadora profesional protagonizada por la actriz y cantante Paris Hilton. 
Pero algo se les cruza en el camino de su vida social, ese tropiezo se llama Victoria English (protagonizada por Paris Hilton) y es la chica más popular de la universidad y por nada del mundo dejará que unas chicas le roben el puesto de super jefa, por eso aquellas que asistan a la universidad de gama (nombre de la universidad) tienen que ser de su pandilla y así poder ridiculizarlas y hacer que pasen momentos bastante comprometedores. 
Pero ellas toman venganza y hacen que ella sea la más odiada de todo el campus y al final quedan como amigas. Los personajes principales son el de Victoria English (protagonizada por Paris Hilton), Gloria Torrez (protagonizada por Paula Gárces), Kristen Hass (protagonizada por Sarah Carter), Derek (protagonizado por Simon Rex) y Jessica (protagonizada por Holly Valance).